# 지포리에서 생긴 일
《지포리에서 생긴 일》은 한국방송공사 1TV 특집드라마이다.

## 제작진
- 극본 : 박수복
- 연출 : 이유황

## 출연진
- 곽정희
- 기정수
- 김봉근
- 김성겸
- 김인문
- 김영배
- 김영애
- 김일우
- 김천만
- 맹호림
- 박근형
- 박병호
- 서영진
- 신은경
- 안해숙
- 원석연
- 이경진
- 이원종
- 이일웅
- 이한위
- 이형준
- 장항선
- 장희진
- 정해창
- 최화정
- 하대경
- 황범식